# Souk El Kallaline

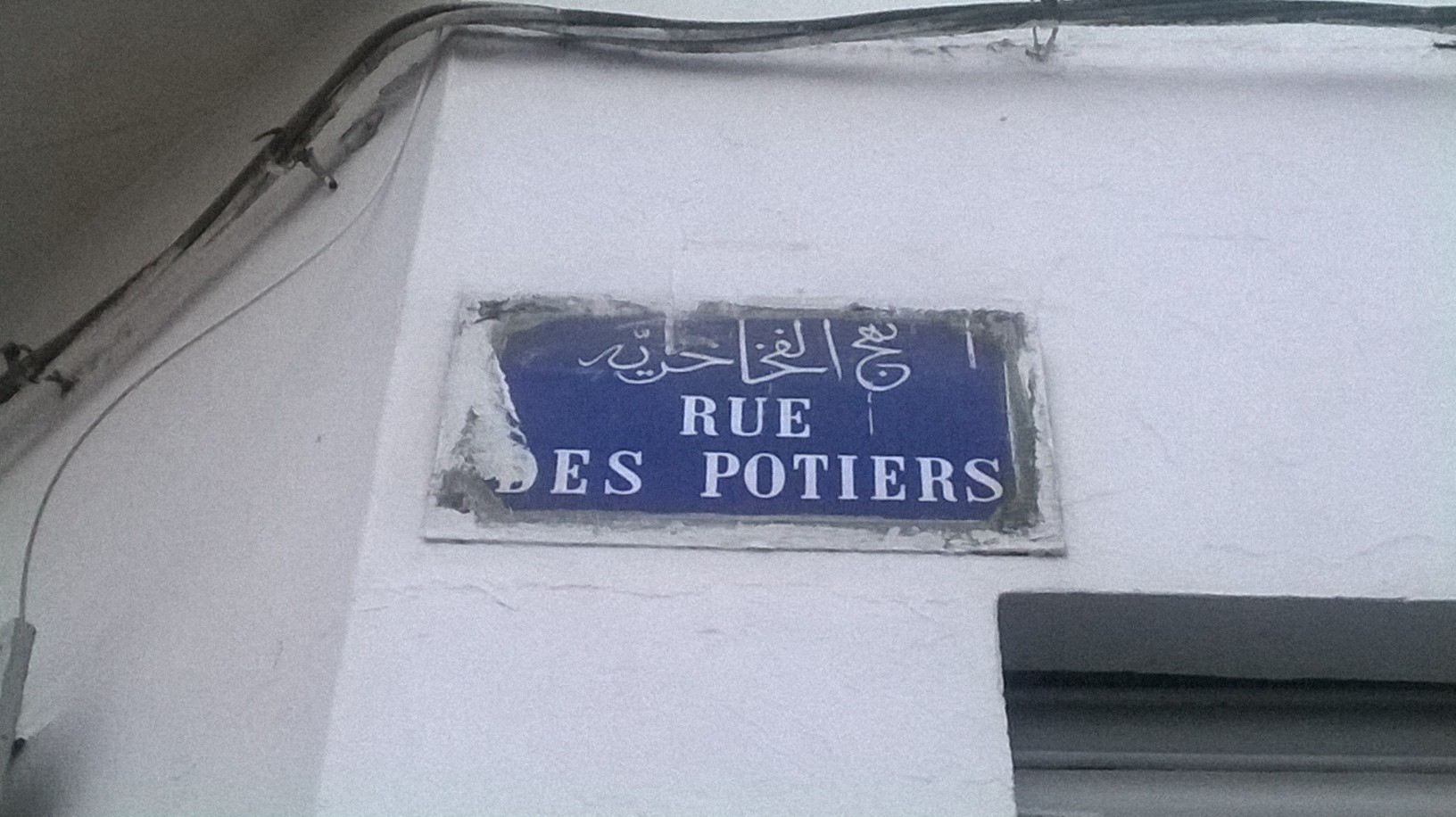
Plaque métallique indiquant la rue des Potiers, siège du souk El Kallaline.

Le souk El Kallaline (arabe : سوق القلالين) ou souk des Potiers est l'un des souks de Tunis, spécialisé dans la poterie.

## Localisation
Il est situé dans le faubourg nord de la médina de Tunis, près de Bab Souika, dans la rue des Potiers.

## Historique
Il est édifié à l'époque hafside (1128-1535).

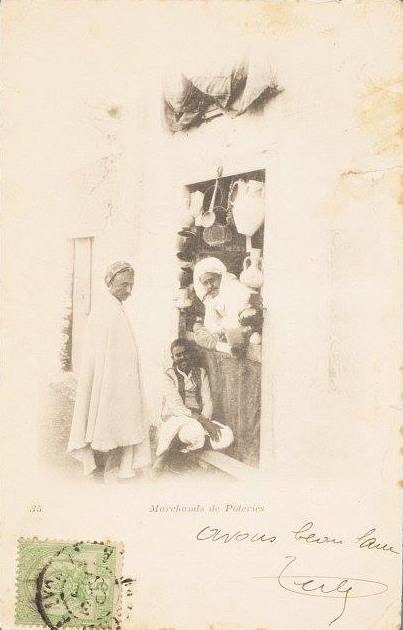
Carte postale ancienne montrant une façade d'un potier.
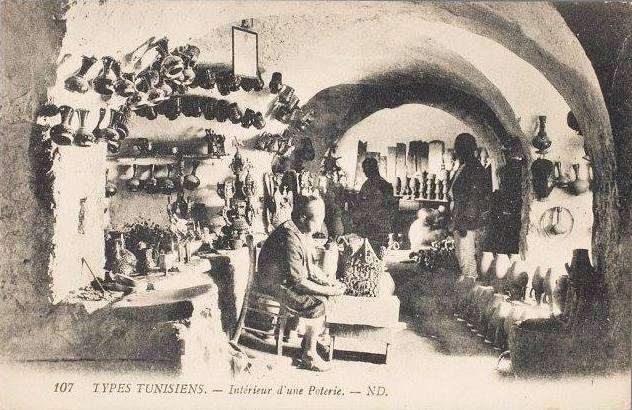
Carte postale ancienne montrant une boutique de potier.
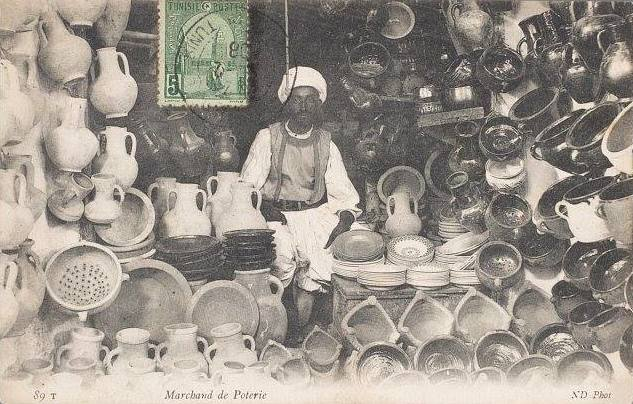
Carte postale ancienne montrant un potier.

## Évolution
Ce souk est aménagé en 1985 sur une surface de 900 mètres carrés pour un coût de 150 000 dinars pour remplacer le souk de Sidi Mahrez. De nos jours, il est devenu un marché populaire où on trouve des poissons et des légumes.

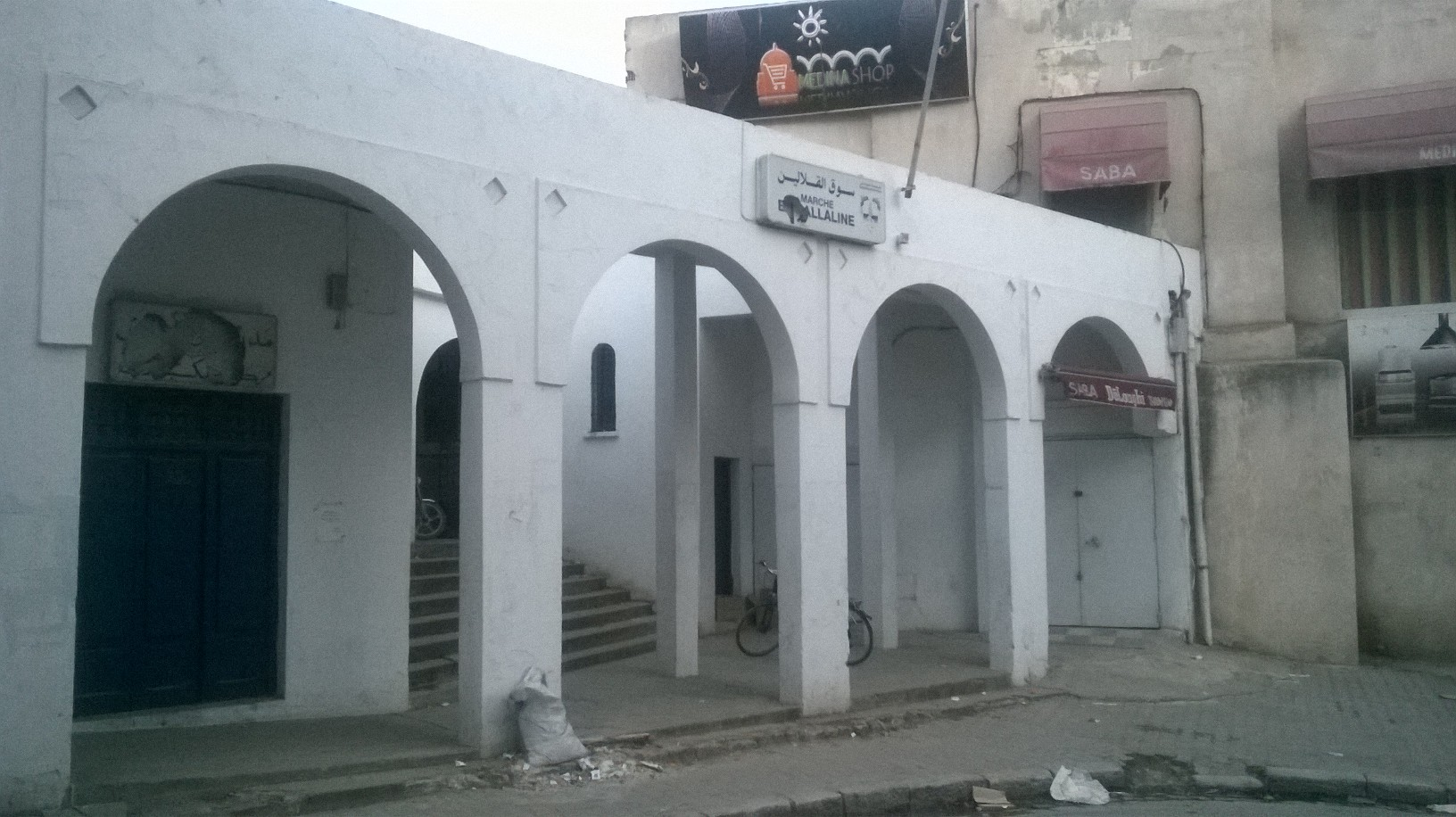
Siège du marché El Kallaline.
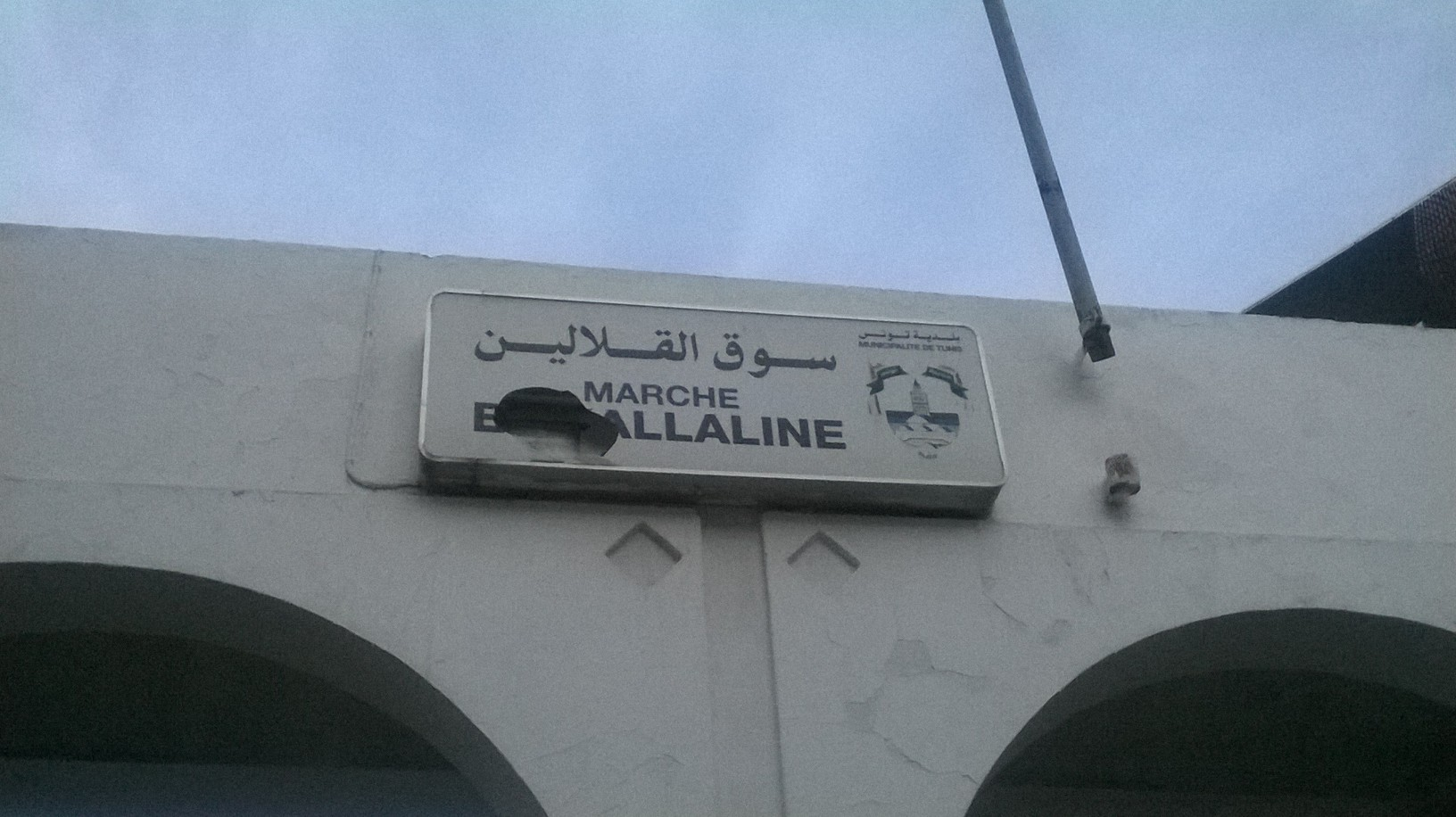
Plaque signalant le marché.

## Édifices
On y trouve une école privée protestante.

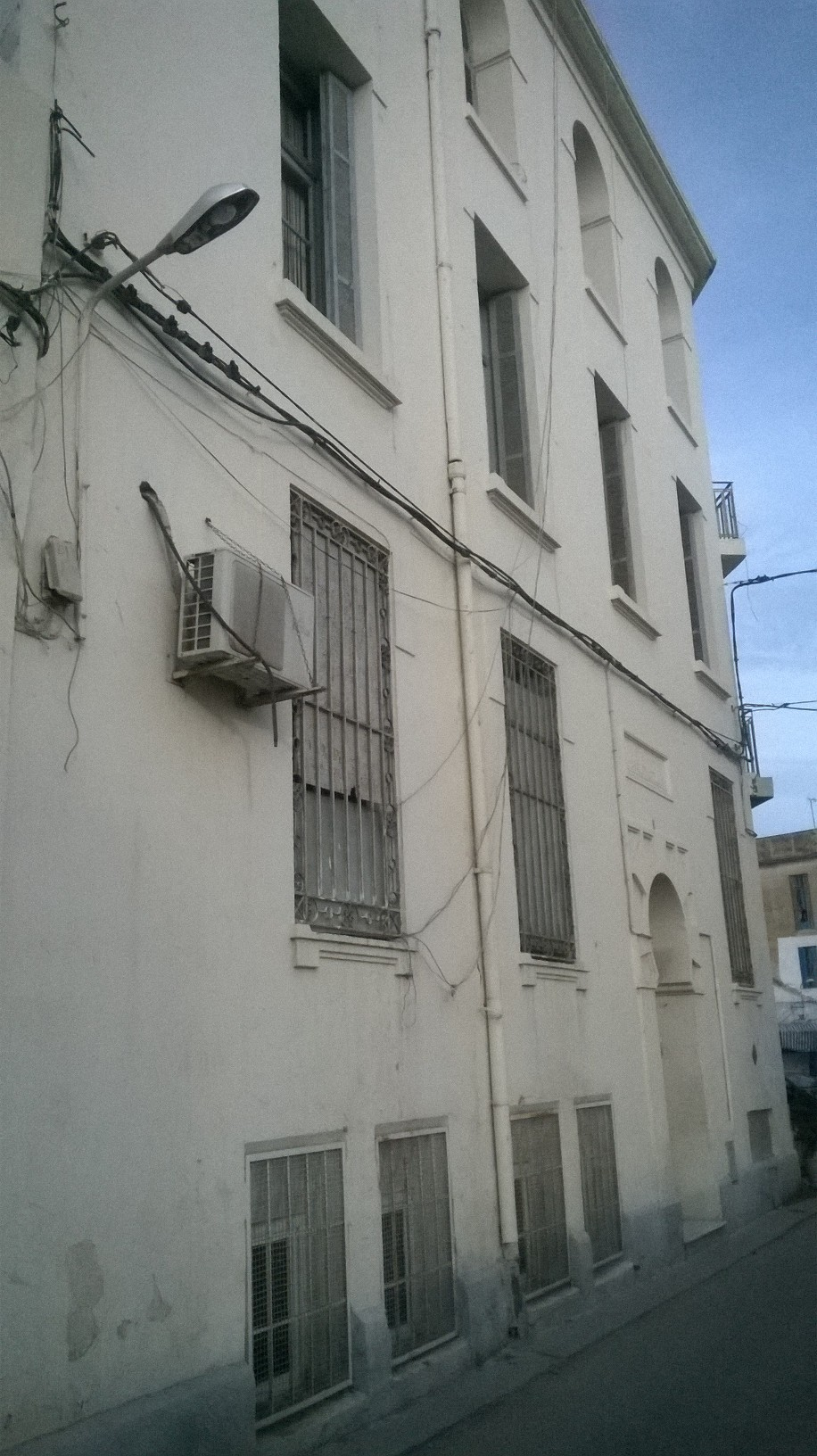
Siège de l'école privée protestante.
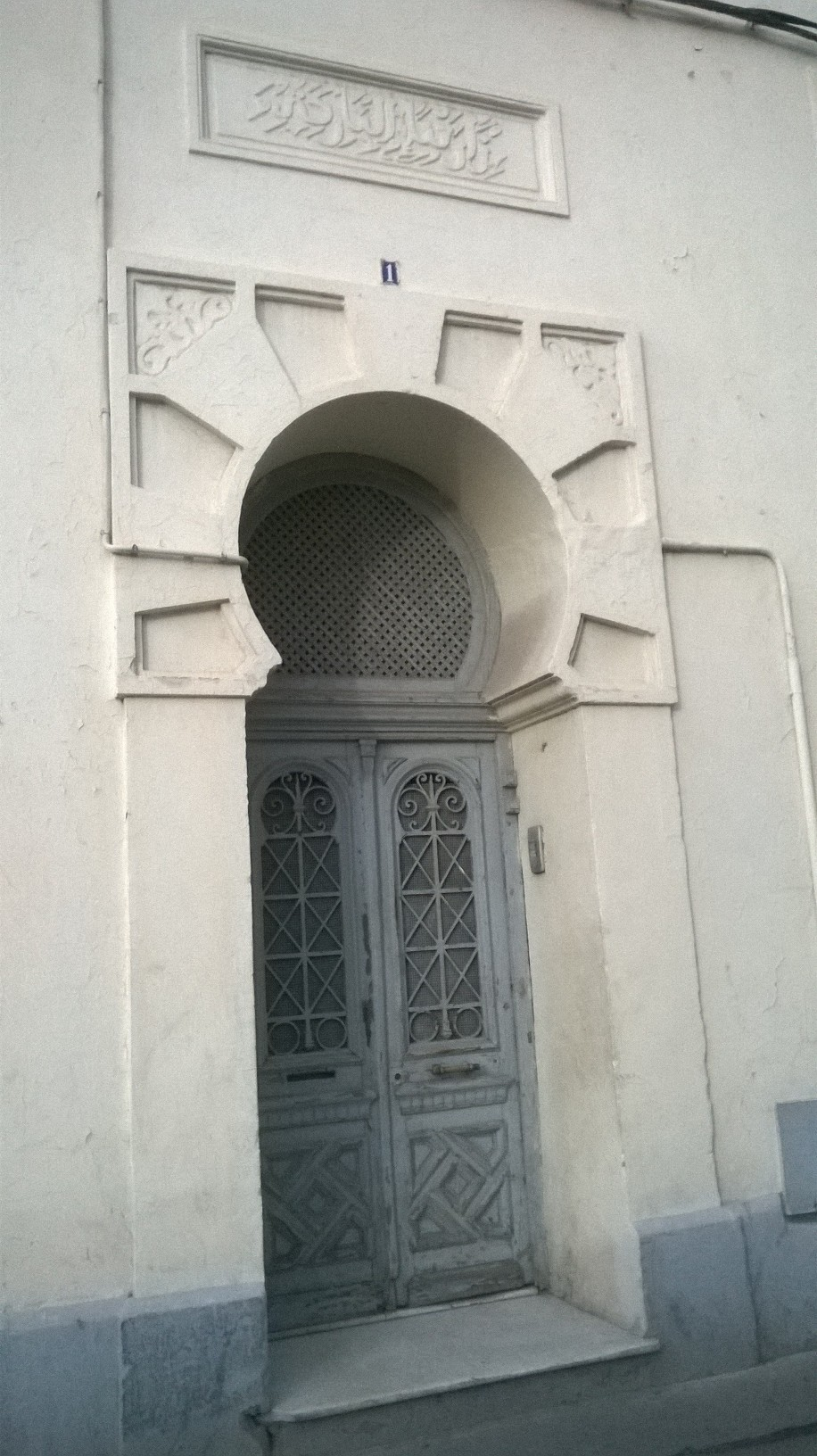
Entrée de l'école.
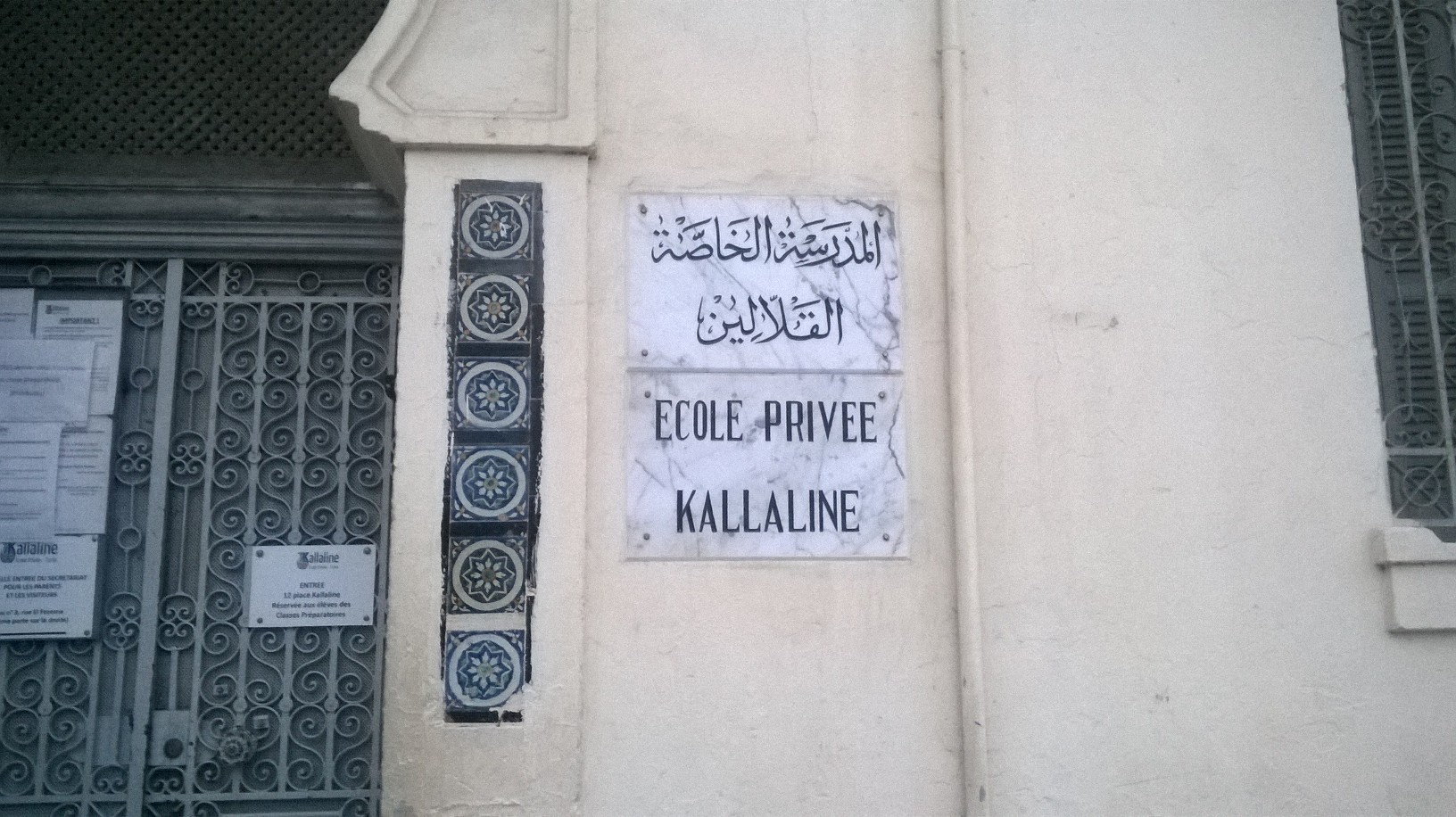
Plaque signalant l'école.